# New in Town (jeu vidéo)
 (mai 2025).
Motif : 2 ans d'existence, 2 sources très faibles liées au lancement. La notoriété ne semble pas là
- Archive Wikiwix
- Bing
- Cairn
- DuckDuckGo
- E. Universalis
- Gallica
- Google
- G. Books
- G. News
- G. Scholar
- Persée
- Qwant
- (zh) Baidu
- (ru) Yandex
- (wd) trouver des œuvres sur Wikidata

| 1. | Préciser le motif de la pose du bandeau. | Précisez le motif de la pose du bandeau en utilisant la syntaxe suivante : {{admissibilité à vérifier\|date=juin 2025\|motif=remplacez ce texte par le motif}}                               |
| 2. | Informer les utilisateurs concernés.     | Pensez à avertir le créateur de l'article, par exemple, en insérant le code ci-dessous sur sa page de discussion : {{subst:avertissement admissibilité à vérifier\|New in Town (jeu vidéo)}} |

Pour les articles homonymes, voir New in Town.
New In Town est un jeu vidéo de simulation de vie développé et édité par Digital Chocolate. Le jeu est lancé en 2012 sur la plateforme Facebook. Il est retiré du service vers 2014.

## Système de jeu
Dans New In Town, le joueur incarne un personnage qui vient d’arriver dans une ville fictive. Il doit gérer sa vie quotidienne, trouver un logement, chercher un emploi, se faire des amis, étudier, et participer à divers événements urbains.
Le jeu repose sur une mécanique d’énergie, similaire à celle utilisée par de nombreux jeux Facebook de l’époque, où chaque action (se déplacer, travailler, manger, etc.) coûte un certain nombre de points. L’avatar du joueur évolue dans une carte en vue isométrique, avec des bâtiments interactifs et des PNJ.

## Fin du service
Comme de nombreux jeux Facebook basés sur Flash, New In Town a été retiré vers 2014, probablement en raison de la baisse de popularité du modèle économique et des changements de politique de Facebook. Le développeur, Digital Chocolate, a depuis réduit ses activités et ne maintient plus le jeu.

## Accueil
Le jeu a reçu un accueil modeste mais positif de la part des joueurs sur Facebook, qui ont salué son esthétique cartoon et son gameplay inspiré des jeux de simulation de vie comme The Sims. Peu d’articles de presse ont couvert le jeu en détail.